# Karagoromo Kisshū
Karagoromo Kisshū est un nom japonais traditionnel ; le nom de famille (ou le nom d'école), Karagoromo, précède donc le prénom (ou le nom d'artiste).
Karagoromo Kisshū (唐衣 橘洲), (18 janvier 1743 à Tokyo/Edo, 15 août 1802), nom véritable : Kojima Gennosuke (小島 源之助) est un poète japonais.
De la vie de Kisshū on sait peu de choses si ce n'est qu'il est issu d'une famille de samouraïs. Il fonde avec Ōta Nampo et Akera Kankō (Yamazaki Gōnosuke) un groupe de poètes et compte avec ceux-ci parmi les plus importants représentants des poètes humoristiques kyōka de son temps. Il publie deux anthologies de poèmes kyōka : Kyōka wakaba shū (狂歌若葉集) en 1783 et Suichikushū (酔竹集) en 1802,,.

## Source de la traduction
- (de) Cet article est partiellement ou en totalité issu de l’article de Wikipédia en allemand intitulé « Karagoromo Kisshū » (voir la liste des auteurs).